# Inmigración armenia en Estados Unidos
Los Armenio-estadounidenses son aquellos estadounidenses que descienden, ya sea total o parcialmente, de un antepasado de Armenia. En el censo del 2000 en Estados Unidos, se indicó que 1.000.000 estadounidenses contaban con ascendencia armenia de manera total o parcial.

## Historia

### Pioneros armenios
El primer armenio que se sabe que emigró a Estados Unidos fue Martin el Armenio, que llegó a Jamestown (Virginia), en 1618, cuando la colonia tenía solo once años de edad. Hay registro de otros armenios que llegaron a Estados Unidos en los siglos XVII y XVIII, pero la mayoría llegaron de manera individual y no en comunidad.

### Primera ola de inmigración
Los primeros armenios que llegaron a los Estados Unidos en el siglo XIX eran estudiantes armenios procedentes de Turquía, en busca de una educación superior. El pionero de este movimiento fue Khachadour Vosganian, que después de años viviendo en Estados Unidos fue nombrado presidente del Club de Prensa de Nueva York.
Los armenios comenzaron a llegar a Estados Unidos en mayor número a finales del siglo XIX, sobre todo después de las matanzas de 1895 y 1896. Sin embargo, la afluencia se intensificó cuando más de 100.000 refugiados armenios llegó después de la Primera Guerra Mundial, después de huir del genocidio armenio en el Imperio Otomano. Esta primera ola de inmigración duró hasta mediados de los años 1920, cuando las nuevas cuotas de inmigración disminuyeron la cantidad de armenios que fueron autorizados a emigrar a los Estados Unidos. Esta oleada de inmigrantes quedó establecida en comunidades y organizaciones armenias, muy en particular la Iglesia Apostólica Armenia.

### Escisión de la comunidad armenia en Estados Unidos
Después de la Primera Guerra Mundial la primera oleada de inmigrantes armenios comenzó a asentarse en los Estados Unidos. Pero en los años 1920, la Armenia occidental, lugar de origen de la mayoría de los armenios en Estados Unidos, comenzó a quedarse sin población armenia debido al genocidio perpetrado por los turcos, y la Armenia oriental, después de pasar por un breve periodo de independencia, se acabó incorporando a la Unión Soviética como la Armenia Soviética.
Entre los armenios residentes en los Estados Unidos existían diferentes puntos de vista. Algunos deseaban permanecer en Estados Unidos, otros regresar a la Armenia Soviética, algunos otros regresar a Armenia occidental para liberarla del invasor turco, y por último estaban los que deseaban liberar a la Armenia Soviética de la Unión Soviética, haciendo que volviera a ser un país independiente.
En esos años la organización política armenia en la diáspora, conocida como la Federación Revolucionaria Armenia, estaba activa en los Estados Unidos, y presionaba a favor de la liberación de la Armenia Soviética como estado independiente. La mayoría de los demás políticos armenios o las organizaciones sociales se opusieron a este punto de vista y, en general, apoyaban el statu quo de la situación política de Armenia en esos momentos. Las opiniones del propio pueblo armenio estaban muy divididas. 
Lamentablemente, esta división política se extendió a la Iglesia apostólica armenia de los armenios, que vieron que podían actuar como portavoz del pueblo armenio, y los líderes de la misma trataron de promover sus programas políticos.
Distintos eventos que ocurrieron en 1933 llevaron a la separación de la Iglesia Armenia de Estados Unidos en dos facciones rivales, la Diócesis de la Iglesia Armenia de Estados Unidos y la Prelatura de la Iglesia Armenia de Estados Unidos. La Diócesis prometido lealtad al Catholicosado armenio de Echmiadzin, mientras que la Prelatura renunció a la dirección de Echmiadzin y a ser controlada por los soviéticos. Esta escisión supuso que desde 1933 la comunidad armenia de los Estados Unidos se ha desarrollado en muchos niveles como dos comunidades, ya que la rivalidad ha hecho que muchos armenios se nieguen a asociarse con los del "otro lado".

### Segunda ola de inmigración

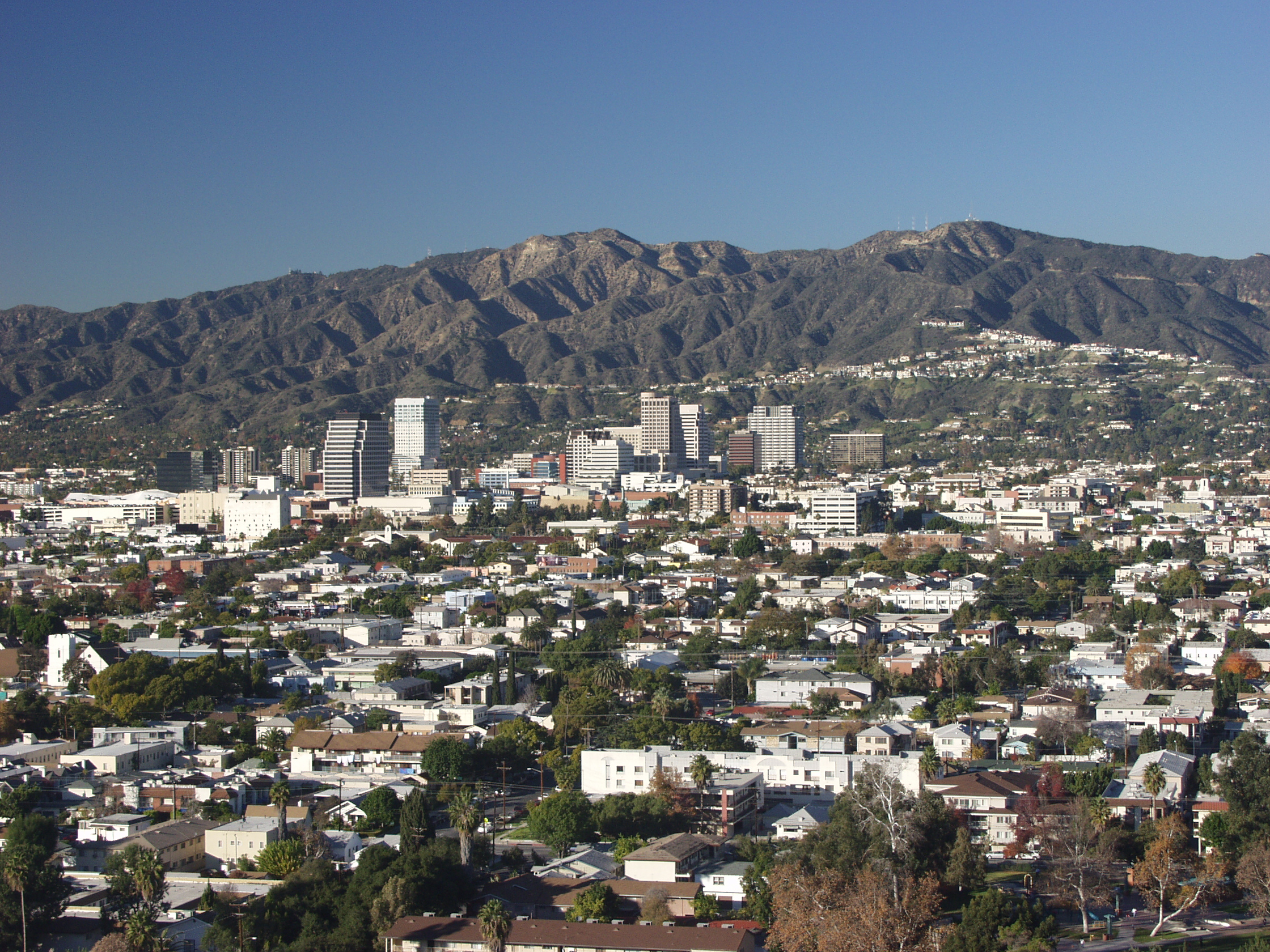
Glendale es la ciudad con mayor cantidad de armenios fuera de Armenia en todo el mundo.

Durante los años 1940 y 1950 también existió inmigración de armenios hacia los Estados Unidos, en particular de prisioneros de guerra armenios que habían sido capturados por la Unión Soviética y liberados por la Alemania nazi. Sin embargo, la segunda ola de inmigración armenia no comenzó hasta que se realizaron reformas en las leyes de inmigración de los años 1970, que favorecían la misma. Esto hizo que muchos armenios de diversas partes del Viejo Mundo se dirigieran a los Estados Unidos.
También la guerra civil libanesa de 1975, la revolución iraní de 1979 y varios otros trastornos políticos en países de Oriente Medio, donde los armenios vivían entonces, hicieron que la inmigración de armenios a los Estados Unidos continuara durante los años 1980 y 1990, continuando con la disolución de la Unión Soviética, lo que hizo que muchos armenios que se encontraban en territorio antes soviético se dirigieran al continente americano movidos por la libertad ideológica y las oportunidades económicas que Estados Unidos ofrecía, y favoreciendo el establecimiento de comunidades armenias por todo el país.
La mayoría de los primeros inmigrantes armenios que llegaron de la Armenia soviética realmente vivían cómodamente en su país, pero la falta de libertad y la existencia de represión comunista les motivó a emigrar. A principios de 1990 numerosos armenios llegaron a Estados Unidos como refugiados de la guerra armenio-azerí y huyendo de las matanzas ocurridas en Bakú y Sumgait. Armenia volvió a convertirse en república independiente en el año 1991, aunque sigue existiendo una comunidad armenia en Turquía, país que se ha negado a pedir disculpas por el genocidio armenio.
La comunidad estadounidense de origen armenio está compuesta en gran parte por los descendientes de los supervivientes de las matanzas de Armenia en la década de 1890 y el posterior genocidio.

## Distribución de los armenios en Estados Unidos
El estado de California posee el mayor número de habitantes estadounidense de origen armenio. El primer armenio que llegó a California fue llamado Normart (que en armenio significa ‘hombre nuevo’). Se instaló en la localidad de Fresno en el año 1874. En los años 1920, los armenios comenzaron a pasar de las regiones rurales a las ciudades como Los Ángeles.
En 1930, la población armenia de la ciudad de Los Ángeles ya era la mayor del estado de California. En la actualidad la mayor concentración de estadounidenses de origen armenio se encuentra en Glendale (California), donde el 26,2% de los residentes se identificaron como armenios en el censo del año 2000 de Estados Unidos.

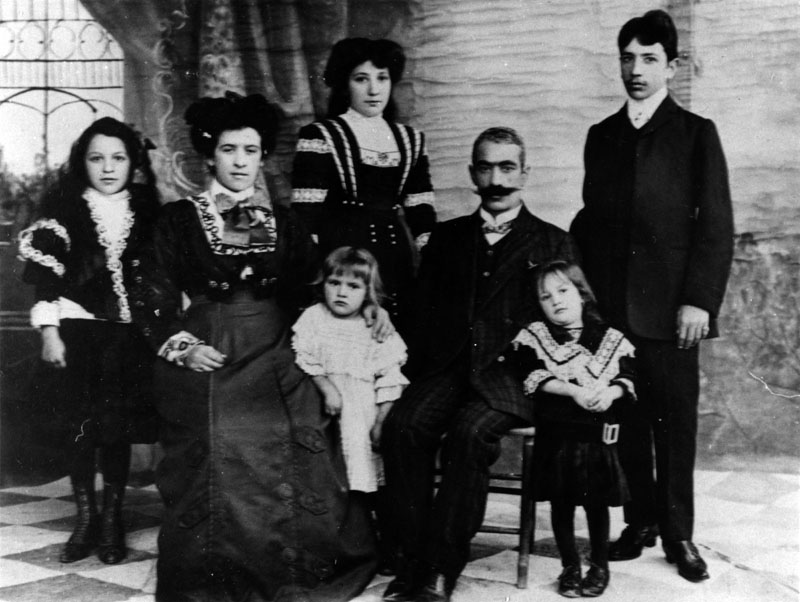
Familia armenio-estadounidense en Boston, Massachusetts, en el año 1908.

Muchas ciudades y condados ubicados en el estado de California tienen comunidades armenias con un tamaño considerable, entre las cuales destacan Anaheim, Bakersfield, Beverly Hills, Burbank, Fresno, Hollywood, las zonas agrícolas de Valle Imperial y de Monterey o el Valle de Salinas; North Hollywood, Pasadena, Palm Desert, Palm Springs, el área de San Diego, el área del Gran Los Ángeles (formada por Los Ángeles y el condado de Orange).
El 6 de octubre del año 2000, la parte oriental del distrito de Hollywood de Los Ángeles fue nombrado Little Armenia. Todos los días 24 de abril los armenio-estadounidenses se reúnen en varios pueblos y ciudades para participar en una protesta para el reconocimiento del genocidio armenio. La mayor de esas protestas se produce en el área de Los Ángeles.
Otros importantes comunidades estadounidenses de origen armenio son Watertown (un suburbio de Boston, en Massachusetts), Detroit, el área metropolitana de Filadelfia, Nueva Jersey y el norte de la aglomeración urbana de Nueva York.
En Providence (Rhode Island) y en sus suburbios circundantes también han florecido algunas comunidades estadounidenses de origen armenio. Además, en Providence se ha levantado una placa conmemorativa, que se conoce en inglés como Armenian Heritage Park y que rinde homenaje a los antepasados de los armenios que buscaron la libertad y la dignidad humana.
En los últimos años, también se han desarrollado comunidades armenias en Las Vegas (Nevada) y en Phoenix (Arizona), y algunos armenios-estadounidenses han establecido conexiones con comunidades armenias de Canadá y de México.